# Campeonato de Primera A 2021 (AFC)
La Primera "A" de 2021 fue la 94.ª edición de la máxima categoría de la Asociación de Fútbol de Cochabamba. El certamen se jugó con la participación de 12 equipos, arrancando en el sábado 17 de julio.

## Sistema de disputa
Debido al corto tiempo que la AFC tiene para definir los representantes cochabambinos en la Copa Simón Bolívar, el primer torneo de la gestión 2021 se llevó a cabo en dos series de 6 equipos, en ida y vuelta (total de 10 fechas). Los dos mejores de cada grupo pasaron a la semifinal (1.º A x 2.º B y 1.º B x 2.º A), donde los ganadores garantizaron su cupo en la final y la Copa Simón Bolívar mientras que los perdedores se enfrentaron en la disputa por el tercer lugar donde el ganador garantizó el tercer boleto al torneo nacional de ascenso a la División Profesional (el cuarto cupo será para el campeón del torneo Provincial de Clubes Campeones del departamento de Cochabamba).

## Equipos participantes

### Ascensos y descensos
Debido a la situación excepcional del año anterior donde no se jugaron los torneos de AFC, los recién ascendidos y descendidos llegan desde la gestión 2019.
Pasión Celeste, equipo filial del club Aurora, campeonó el torneo de la Primera "B" ante Municipal Colcapirhua y logró el ascenso directo a la máxima categoría, reemplazando a Bata que perdió la categoría tras caer 3-1 ante Independiente en el partido entre los últimos de la Primera "A" (Independiente por el Apertura y Bata por el Clausura). Al equipo colcapirhueño le correspondía portanto jugar el repechaje con Independiente, todavía debido al ascenso de Atlético Palmaflor a la División Profesional, Municipal ascendió directamente de acuerdo con el artículo 17 del Estatuto de la AFC, pasando su cupo de ascenso indirecto para el tercer lugar Morejón del Sur.
No obstante, este partido entre Morejón del Sur e Independiente no se pudo jugar debido a la suspensión por la pandemia de COVID-19, lo que generó una incógnita sobre quien ocuparía el cupo restante en la Primera "A". Finalmente, se definió cancelar este partido y mantener ambos los equipos en sus respectivas categorías, confirmando solo los descensos directos en las categorías No Aficionados y Aficionados.
| Pos | Ascendidos a la Primera A |
| --- | ------------------------- |
| 1.º | Pasión Celeste            |
| 2.º | Municipal Colcapirhua     |

| Pos  | Descendidos a la Primera B |
| ---- | -------------------------- |
| 12.º | Bata                       |

### Información de los equipos
| Equipo                  | Ciudad      | Fecha de fundación       | Estadio                                                | Capacidad     |
| ----------------------- | ----------- | ------------------------ | ------------------------------------------------------ | ------------- |
| Arauco Prado            | Cochabamba  | 3 de julio de 1954       | Estadio Capitán José Angulo                            | 6.200         |
| Ayacucho                | Cochabamba  | 23 de junio de 1942      | Cancha Santa Bárbara                                   | ?             |
| Cochabamba FC           | Cochabamba  | 2010                     | Complejo Olympia                                       | 2.000         |
| Enrique Happ            | Entre Ríos  | 24 de septiembre de 1960 | Estadio Dr. Carlos Villegas Estadio Evo Morales Ayma I | 17.000 24.000 |
| Independiente           | Cochabamba  | ?                        | Estadio Villa Pagador                                  | 15.000        |
| Municipal Colcapirhua   | Colcapirhua | 22 de abril de 1991      | Estadio Samancha Urabi                                 | 3.500         |
| Municipal Tiquipaya     | Tiquipaya   | 20 de abril de 1994      | Estadio Sebastián Ramírez                              | 5.000         |
| Nueva Cliza             | Cliza       | 21 de septiembre de 1986 | Estadio de Cliza                                       | 15.000        |
| Pasión Celeste          | Cochabamba  | 2 de febrero de 2015     | Complejo Deportivo Aurora                              | ?             |
| San Antonio Bulo Bulo   | Entre Ríos  | 31 de octubre de 1962    | Estadio Dr. Carlos Villegas Estadio Evo Morales Ayma I | 17.000 24.000 |
| Universitario           | Cochabamba  | ?                        | Complejo Olympia                                       | 2.000         |
| Universitario San Simón | Cochabamba  | ?                        | Cancha de la UMSS                                      | ?             |

## Primera fase

### Grupo A
| Pos. | Equipo                | Pts. | PJ | G | E | P | GF | GC | Dif. | Clasificación               |
| ---- | --------------------- | ---- | -- | - | - | - | -- | -- | ---- | --------------------------- |
| 1    | San Antonio Bulo Bulo | 24   | 10 | 7 | 3 | 0 | 20 | 7  | +13  | Clasificado a la fase final |
| 2    | Cochabamba FC         | 18   | 10 | 6 | 0 | 4 | 17 | 10 | +7   | Clasificado a la fase final |
| 3    | Municipal Tiquipaya   | 17   | 10 | 5 | 2 | 3 | 14 | 12 | +2   |                             |
| 4    | Pasión Celeste        | 13   | 10 | 4 | 1 | 5 | 16 | 16 | 0    |                             |
| 5    | Enrique Happ          | 8    | 10 | 2 | 2 | 6 | 10 | 22 | −12  |                             |
| 6    | Universitario         | 6    | 10 | 2 | 0 | 8 | 14 | 24 | −10  |                             |

 Fuente: Asociación de Fútbol Cochabamba

#### Resultados
OBS: Los horarios corresponden al huso horario que rige a Bolivia (UTC-4).
| Fecha 1               | Fecha 1   | Fecha 1       | Fecha 1                          | Fecha 1     | Fecha 1 | Fecha 1 |
| Local                 | Resultado | Visitante     | Estadio                          | Fecha       | Hora    |         |
| --------------------- | --------- | ------------- | -------------------------------- | ----------- | ------- | ------- |
| Pasión Celeste        | 3 - 0     | Enrique Happ  | Cancha N.° 2 del Complejo Aurora | 17 de julio | 10:00   |         |
| San Antonio Bulo Bulo | 2 - 1     | Cochabamba FC | Callajchullpa                    | 17 de julio | 14:00   |         |
| Municipal Tiquipaya   | 2 - 1     | Universitario | Sebastián Ramírez                | 17 de julio | 15:00   |         |

| Fecha 2               | Fecha 2   | Fecha 2             | Fecha 2             | Fecha 2     | Fecha 2 | Fecha 2 |
| Local                 | Resultado | Visitante           | Estadio             | Fecha       | Hora    |         |
| --------------------- | --------- | ------------------- | ------------------- | ----------- | ------- | ------- |
| Enrique Happ          | 0 - 0     | Municipal Tiquipaya | Capitán José Angulo | 24 de julio | 12:30   |         |
| San Antonio Bulo Bulo | 1 - 1     | Pasión Celeste      | Samancha Urabi      | 24 de julio | 13:00   |         |
| Cochabamba FC         | 3 - 0     | Universitario       | Olympia             | 24 de julio | 15:00   |         |

| Fecha 3             | Fecha 3   | Fecha 3               | Fecha 3                          | Fecha 3     | Fecha 3 | Fecha 3 |
| Local               | Resultado | Visitante             | Estadio                          | Fecha       | Hora    |         |
| ------------------- | --------- | --------------------- | -------------------------------- | ----------- | ------- | ------- |
| Pasión Celeste      | 0 - 2     | Cochabamba FC         | Cancha N.° 2 del Complejo Aurora | 31 de julio | 13:00   |         |
| Municipal Tiquipaya | 1 - 1     | San Antonio Bulo Bulo | Sebastián Ramírez                | 1 de agosto | 10:00   |         |
| Universitario       | 1 - 2     | Enrique Happ          | Complejo Fabril                  | 1 de agosto | 13:00   |         |

| Fecha 4               | Fecha 4   | Fecha 4             | Fecha 4                          | Fecha 4     | Fecha 4 | Fecha 4 |
| Local                 | Resultado | Visitante           | Estadio                          | Fecha       | Hora    |         |
| --------------------- | --------- | ------------------- | -------------------------------- | ----------- | ------- | ------- |
| San Antonio Bulo Bulo | 2 - 1     | Universitario       | Callajchullpa                    | 4 de agosto | 14:00   |         |
| Cochabamba FC         | 4 - 1     | Enrique Happ        | Olympia                          | 4 de agosto | 16:00   |         |
| Pasión Celeste        | 2 - 4     | Municipal Tiquipaya | Cancha N.° 2 del Complejo Aurora | 4 de agosto | 16:00   |         |

| Fecha 5             | Fecha 5   | Fecha 5               | Fecha 5             | Fecha 5     | Fecha 5 | Fecha 5 |
| Local               | Resultado | Visitante             | Estadio             | Fecha       | Hora    |         |
| ------------------- | --------- | --------------------- | ------------------- | ----------- | ------- | ------- |
| Municipal Tiquipaya | 0 - 1     | Cochabamba FC         | Sebastián Ramírez   | 8 de agosto | 10:00   |         |
| Universitario       | 0 - 4     | Pasión Celeste        | Complejo Fabril     | 8 de agosto | 12:00   |         |
| Enrique Happ        | 0 - 4     | San Antonio Bulo Bulo | Nuevo de Entre Ríos | 8 de agosto | 15:00   |         |

| Fecha 6       | Fecha 6   | Fecha 6               | Fecha 6           | Fecha 6      | Fecha 6 | Fecha 6 |
| Local         | Resultado | Visitante             | Estadio           | Fecha        | Hora    |         |
| ------------- | --------- | --------------------- | ----------------- | ------------ | ------- | ------- |
| Enrique Happ  | 1 - 2     | Pasión Celeste        | Samancha Urabi    | 11 de agosto | 13:00   |         |
| Cochabamba FC | 1 - 3     | San Antonio Bulo Bulo | Olympia           | 11 de agosto | 16:00   |         |
| Universitario | 1 - 2     | Municipal Tiquipaya   | Sebastián Ramírez | 12 de agosto | 16:00   |         |

| Fecha 7             | Fecha 7   | Fecha 7               | Fecha 7                          | Fecha 7      | Fecha 7 | Fecha 7 |
| Local               | Resultado | Visitante             | Estadio                          | Fecha        | Hora    |         |
| ------------------- | --------- | --------------------- | -------------------------------- | ------------ | ------- | ------- |
| Universitario       | 2 - 1     | Cochabamba FC         | Olympia                          | 14 de agosto | 15:00   |         |
| Municipal Tiquipaya | 2 - 0     | Enrique Happ          | Sebastián Ramírez                | 15 de agosto | 10:00   |         |
| Pasión Celeste      | 0 - 1     | San Antonio Bulo Bulo | Cancha N.° 1 del Complejo Aurora | 15 de agosto | 10:00   |         |

| Fecha 8               | Fecha 8   | Fecha 8             | Fecha 8         | Fecha 8      | Fecha 8 | Fecha 8 |
| Local                 | Resultado | Visitante           | Estadio         | Fecha        | Hora    |         |
| --------------------- | --------- | ------------------- | --------------- | ------------ | ------- | ------- |
| Enrique Happ          | 5 - 2     | Universitario       | Complejo Fabril | 18 de agosto | 13:00   |         |
| San Antonio Bulo Bulo | 3 - 0     | Municipal Tiquipaya | Callajchullpa   | 18 de agosto | 14:00   |         |
| Cochabamba FC         | 1 - 0     | Pasión Celeste      | Olympia         | 18 de agosto | 16:00   |         |

| Fecha 9             | Fecha 9   | Fecha 9               | Fecha 9           | Fecha 9      | Fecha 9 | Fecha 9 |
| Local               | Resultado | Visitante             | Estadio           | Fecha        | Hora    |         |
| ------------------- | --------- | --------------------- | ----------------- | ------------ | ------- | ------- |
| Enrique Happ        | 0 - 3     | Cochabamba FC         | Complejo Fabril   | 21 de agosto | 10:00   |         |
| Universitario       | 1 - 2     | San Antonio Bulo Bulo | Complejo Fabril   | 21 de agosto | 12:00   |         |
| Municipal Tiquipaya | 1 - 3     | Pasión Celeste        | Sebastián Ramírez | 22 de agosto | 10:00   |         |

| Fecha 10              | Fecha 10  | Fecha 10            | Fecha 10                         | Fecha 10     | Fecha 10 | Fecha 10 |
| Local                 | Resultado | Visitante           | Estadio                          | Fecha        | Hora     |          |
| --------------------- | --------- | ------------------- | -------------------------------- | ------------ | -------- | -------- |
| Pasión Celeste        | 1 - 5     | Universitario       | Cancha N.° 2 del Complejo Aurora | 25 de agosto | 14:00    |          |
| San Antonio Bulo Bulo | 1 - 1     | Enrique Happ        | Dr. Carlos Villegas              | 25 de agosto | 15:00    |          |
| Cochabamba FC         | 0 - 2     | Municipal Tiquipaya | Olympia                          | 25 de agosto | 16:00    |          |

1. ↑  Originalmente el partido fue 2-1 para Enrique Happ, todavía Pasión Celeste impugnó al equipo del Trópico por mala alineación y tuvo fallo en favor, por lo que el resultado del partido quedó 3-0 en favor del cuadro celeste.

### Grupo B
| Pos. | Equipo                  | Pts. | PJ | G | E | P | GF | GC | Dif. | Clasificación               |
| ---- | ----------------------- | ---- | -- | - | - | - | -- | -- | ---- | --------------------------- |
| 1    | Nueva Cliza             | 24   | 10 | 7 | 3 | 0 | 26 | 6  | +20  | Clasificado a la fase final |
| 2    | Municipal Colcapirhua   | 16   | 10 | 5 | 1 | 4 | 16 | 13 | +3   | Clasificado a la fase final |
| 3    | Independiente           | 14   | 10 | 4 | 2 | 4 | 21 | 24 | −3   |                             |
| 4    | Universitario San Simón | 13   | 10 | 3 | 4 | 3 | 8  | 11 | −3   |                             |
| 5    | Ayacucho                | 11   | 10 | 3 | 2 | 5 | 15 | 20 | −5   |                             |
| 6    | Arauco Prado            | 5    | 10 | 1 | 2 | 7 | 12 | 22 | −10  |                             |

 Fuente: Asociación de Fútbol Cochabamba

#### Resultados
OBS: Los horarios corresponden al huso horario que rige a Bolivia (UTC-4).
| Fecha 1                 | Fecha 1   | Fecha 1               | Fecha 1             | Fecha 1     | Fecha 1 | Fecha 1 |
| Local                   | Resultado | Visitante             | Estadio             | Fecha       | Hora    |         |
| ----------------------- | --------- | --------------------- | ------------------- | ----------- | ------- | ------- |
| Arauco Prado            | 1 - 2     | Municipal Colcapirhua | Capitán José Angulo | 17 de julio | 10:00   |         |
| Universitario San Simón | 2 - 2     | Independiente         | U.M.S.S.            | 17 de julio | 12:00   |         |
| Ayacucho                | 1 - 1     | Nueva Cliza           | Santa Bárabra       | 17 de julio | 14:00   |         |

| Fecha 2               | Fecha 2   | Fecha 2                 | Fecha 2             | Fecha 2     | Fecha 2 | Fecha 2 |
| Local                 | Resultado | Visitante               | Estadio             | Fecha       | Hora    |         |
| --------------------- | --------- | ----------------------- | ------------------- | ----------- | ------- | ------- |
| Arauco Prado          | 1 - 1     | Universitario San Simón | Capitán José Angulo | 24 de julio | 10:00   |         |
| Independiente         | 4 - 1     | Ayacucho                | Sebastián Ramírez   | 24 de julio | 12:30   |         |
| Municipal Colcapirhua | 0 - 3     | Nueva Cliza             | Samancha Urabi      | 24 de julio | 15:00   |         |

| Fecha 3                 | Fecha 3   | Fecha 3               | Fecha 3       | Fecha 3     | Fecha 3 | Fecha 3 |
| Local                   | Resultado | Visitante             | Estadio       | Fecha       | Hora    |         |
| ----------------------- | --------- | --------------------- | ------------- | ----------- | ------- | ------- |
| Universitario San Simón | 2 - 0     | Municipal Colcapirhua | U.M.S.S.      | 31 de julio | 13:00   |         |
| Ayacucho                | 7 - 3     | Arauco Prado          | Santa Bárbara | 31 de julio | 15:00   |         |
| Nueva Cliza             | 3 - 0     | Independiente         | Cliza         | 31 de julio | 15:00   |         |

| Fecha 4                 | Fecha 4   | Fecha 4       | Fecha 4             | Fecha 4     | Fecha 4 | Fecha 4 |
| Local                   | Resultado | Visitante     | Estadio             | Fecha       | Hora    |         |
| ----------------------- | --------- | ------------- | ------------------- | ----------- | ------- | ------- |
| Arauco Prado            | 1 - 1     | Nueva Cliza   | Capitán José Angulo | 4 de agosto | 14:00   |         |
| Universitario San Simón | 0 - 0     | Ayacucho      | U.M.S.S.            | 4 de agosto | 15:00   |         |
| Municipal Colcapirhua   | 3 - 3     | Independiente | Samancha Urabi      | 4 de agosto | 15:30   |         |

| Fecha 5       | Fecha 5   | Fecha 5                 | Fecha 5           | Fecha 5     | Fecha 5 | Fecha 5 |
| Local         | Resultado | Visitante               | Estadio           | Fecha       | Hora    |         |
| ------------- | --------- | ----------------------- | ----------------- | ----------- | ------- | ------- |
| Ayacucho      | 0 - 2     | Municipal Colcapirhua   | Santa Bárbara     | 7 de agosto | 15:00   |         |
| Independiente | 3 - 1     | Arauco Prado            | Sebastián Ramírez | 7 de agosto | 15:00   |         |
| Nueva Cliza   | 2 - 0     | Universitario San Simón | Cliza             | 7 de agosto | 15:00   |         |

| Fecha 6               | Fecha 6   | Fecha 6                 | Fecha 6            | Fecha 6      | Fecha 6 | Fecha 6 |
| Local                 | Resultado | Visitante               | Estadio            | Fecha        | Hora    |         |
| --------------------- | --------- | ----------------------- | ------------------ | ------------ | ------- | ------- |
| Independiente         | 2 - 0     | Universitario San Simón | Casa de los Niños  | 11 de agosto | 12:00   |         |
| Nueva Cliza           | 3 - 1     | Ayacucho                | Municipal de Cliza | 11 de agosto | 15:00   |         |
| Municipal Colcapirhua | 2 - 1     | Arauco Prado            | Samancha Urabi     | 11 de agosto | 15:30   |         |

| Fecha 7                 | Fecha 7   | Fecha 7               | Fecha 7            | Fecha 7      | Fecha 7 | Fecha 7 |
| Local                   | Resultado | Visitante             | Estadio            | Fecha        | Hora    |         |
| ----------------------- | --------- | --------------------- | ------------------ | ------------ | ------- | ------- |
| Nueva Cliza             | 1 - 0     | Municipal Colcapirhua | Municipal de Cliza | 14 de agosto | 15:00   |         |
| Ayacucho                | 2 - 1     | Independiente         | Santa Bárbara      | 14 de agosto | 15:00   |         |
| Universitario San Simón | 1 - 0     | Arauco Prado          | U.M.S.S.           | 14 de agosto | 15:00   |         |

| Fecha 8               | Fecha 8   | Fecha 8                 | Fecha 8           | Fecha 8      | Fecha 8 | Fecha 8 |
| Local                 | Resultado | Visitante               | Estadio           | Fecha        | Hora    |         |
| --------------------- | --------- | ----------------------- | ----------------- | ------------ | ------- | ------- |
| Independiente         | 2 - 8     | Nueva Cliza             | Sebastián Ramírez | 18 de agosto | 12:00   |         |
| Arauco Prado          | 3 - 0     | Ayacucho                | Samancha Urabi    | 18 de agosto | 13:00   |         |
| Municipal Colcapirhua | 0 - 1     | Universitario San Simón | Samancha Urabi    | 18 de agosto | 15:30   |         |

| Fecha 9       | Fecha 9   | Fecha 9                 | Fecha 9            | Fecha 9      | Fecha 9 | Fecha 9 |
| Local         | Resultado | Visitante               | Estadio            | Fecha        | Hora    |         |
| ------------- | --------- | ----------------------- | ------------------ | ------------ | ------- | ------- |
| Independiente | 1 - 4     | Municipal Colcapirhua   | Sebastián Ramírez  | 21 de agosto | 12:00   |         |
| Nueva Cliza   | 3 - 0     | Arauco Prado            | Municipal de Cliza | 21 de agosto | 15:00   |         |
| Ayacucho      | 3 - 0     | Universitario San Simón | Santa Bárbara      | 21 de agosto | 15:00   |         |

| Fecha 10                | Fecha 10  | Fecha 10      | Fecha 10       | Fecha 10     | Fecha 10 | Fecha 10 |
| Local                   | Resultado | Visitante     | Estadio        | Fecha        | Hora     |          |
| ----------------------- | --------- | ------------- | -------------- | ------------ | -------- | -------- |
| Arauco Prado            | 1 - 2     | Independiente | Samancha Urabi | 25 de agosto | 13:00    |          |
| Universitario San Simón | 1 - 1     | Nueva Cliza   | U.M.S.S.       | 25 de agosto | 15:30    |          |
| Municipal Colcapirhua   | 3 - 0     | Ayacucho      | Samancha Urabi | 25 de agosto | 15:30    |          |

## Fase final
|  | Semifinales           | Semifinales | Semifinales | Semifinales |   |                       | Final | Final |  |
|  |                       |             |             |             |   |                       |       |       |  |
|  |                       |             |             |             |   |                       |       |       |  |
|  | San Antonio Bulo Bulo | 1           | 2           | 3           |   |                       |       |       |  |
|  | San Antonio Bulo Bulo | 1           | 2           | 3           |   |                       |       |       |  |
|  | Municipal Colcapirhua | 0           | 2           | 2           |   |                       |       |       |  |
|  | Municipal Colcapirhua | 0           | 2           | 2           |   | San Antonio Bulo Bulo | 2     |       |  |
|  |                       |             |             |             |   | San Antonio Bulo Bulo | 2     |       |  |
|  |                       |             | Nueva Cliza | 1           |   |                       |       |       |  |
|  | Cochabamba F. C.      | 0           | Nueva Cliza | 1           | 0 | 0                     |       |       |  |
|  | Cochabamba F. C.      | 0           |             |             | 0 | 0                     |       |       |  |
|  | Nueva Cliza           | 1           | 1           | 2           |   |                       |       |       |  |
|  | Nueva Cliza           | 1           | 1           | 2           |   |                       |       |       |  |
|  |                       |             |             |             |   |                       |       |       |  |

Semifinales
| 28 de agosto, 16:00 | Municipal Colcapirhua | 0:1 | San Antonio Bulo Bulo | Estadio Samancha Urabi, Colcapirhua |  |

| 1 de septiembre, 16:00 | San Antonio Bulo Bulo | 2:2 (Global 3:2) | Municipal Colcapirhua | Estadio Sebastián Ramírez, Tiquipaya |  |

| 28 de agosto, 10:00 | Cochabamba F. C. | 0:1 | Nueva Cliza | Estadio Villa Pagador, Cochabamba |  |

| 1 de septiembre, 10:00 | Nueva Cliza | 1:0 (Global 2:0) | Cochabamba F. C. | Estadio Municipal, Cliza |  |

Disputa por el tercer puesto
| 4 de septiembre, 12:30 | Municipal Colcapirhua | 0:0 (1:3 p.) | Cochabamba F. C. | Estadio Sebastián Ramírez, Tiquipaya |  |

Final
| 4 de septiembre, 15:00 | San Antonio Bulo Bulo | 2:1 | Nueva Cliza | Estadio Sebastián Ramírez, Tiquipaya |  |

|                                             |
| San Antonio Bulo Bulo Campeón (1.er título) |

|                        |                               |
| Nueva Cliza Subcampeón | Cochabamba F. C. Tercer lugar |